# Gran Premio de Austria de Motociclismo de 2016
El Gran Premio de Austria de Motociclismo de 2016 (oficialmente Nerogiardini Motorrad Grand Prix von Österreich) es la décima prueba del Campeonato del Mundo de Motociclismo de 2016. Tuvo lugar en el fin de semana del 12 al 14 de agosto de 2016 en el Red Bull Ring, situado en la ciudad de Spielberg, Estiria, Austria.
La carrera de MotoGP fue ganada por Andrea Iannone, seguido de Andrea Dovizioso y Jorge Lorenzo. Johann Zarco fue el ganador de la prueba de Moto2, por delante de Franco Morbidelli y Álex Rins. La carrera de Moto3 fue ganada por Joan Mir, Brad Binder fue segundo y Enea Bastianini tercero.

## Resultados

### Resultados MotoGP
| Pos.    | N.º | Piloto           | Constructor | Vueltas | Tiempo           | Parrilla | Puntos |
| ------- | --- | ---------------- | ----------- | ------- | ---------------- | -------- | ------ |
| 1       | 29  | Andrea Iannone   | Ducati      | 28      | 39:46.255        | 1        | 25     |
| 2       | 4   | Andrea Dovizioso | Ducati      | 28      | +0.938           | 3        | 20     |
| 3       | 99  | Jorge Lorenzo    | Yamaha      | 28      | +3.389           | 4        | 16     |
| 4       | 46  | Valentino Rossi  | Yamaha      | 28      | +3.815           | 2        | 13     |
| 5       | 93  | Marc Márquez     | Honda       | 28      | +11.813          | 5        | 11     |
| 6       | 25  | Maverick Viñales | Suzuki      | 28      | +14.341          | 6        | 10     |
| 7       | 26  | Dani Pedrosa     | Honda       | 28      | +17.063          | 12       | 9      |
| 8       | 45  | Scott Redding    | Ducati      | 28      | +29.437          | 8        | 8      |
| 9       | 38  | Bradley Smith    | Yamaha      | 28      | +29.785          | 14       | 7      |
| 10      | 44  | Pol Espargaró    | Yamaha      | 28      | +37.094          | 15       | 6      |
| 11      | 9   | Danilo Petrucci  | Ducati      | 28      | +39.765          | 13       | 5      |
| 12      | 51  | Michele Pirro    | Ducati      | 28      | +39.766          | 17       | 4      |
| 13      | 76  | Loris Baz        | Ducati      | 28      | +44.284          | 21       | 3      |
| 14      | 53  | Esteve Rabat     | Honda       | 28      | +45.004          | 18       | 2      |
| 15      | 35  | Cal Crutchlow    | Honda       | 28      | +1:03.246        | 7        | 1      |
| 16      | 19  | Álvaro Bautista  | Aprilia     | 28      | +1:12.448        | 19       |        |
| 17      | 68  | Yonny Hernández  | Ducati      | 28      | +1:14.517        | 16       |        |
| 18      | 50  | Eugene Laverty   | Ducati      | 28      | +1:36.510        | 11       |        |
| 19      | 6   | Stefan Bradl     | Aprilia     | 27      | +1 vuelta        | 20       |        |
| Ret     | 41  | Aleix Espargaró  | Suzuki      | 24      | Dolor en la mano | 9        |        |
| DSQ     | 8   | Héctor Barberá   | Ducati      | 12      | Bandera negra    | 10       |        |
| DNS     | 43  | Jack Miller      | Honda       |         | No participó     |          |        |
| 1. 2.   |     |                  |             |         |                  |          |        |
| Fuente: |     |                  |             |         |                  |          |        |

### Resultados Moto2
| Pos.    | N.º | Piloto              | Constructor | Vueltas | Tiempo    | Parrilla | Puntos |
| ------- | --- | ------------------- | ----------- | ------- | --------- | -------- | ------ |
| 1       | 5   | Johann Zarco        | Kalex       | 25      | 37:34.180 | 1        | 25     |
| 2       | 21  | Franco Morbidelli   | Kalex       | 25      | +3.058    | 2        | 20     |
| 3       | 40  | Álex Rins           | Kalex       | 25      | +3.376    | 9        | 16     |
| 4       | 12  | Thomas Lüthi        | Kalex       | 25      | +3.467    | 3        | 13     |
| 5       | 23  | Marcel Schrötter    | Kalex       | 25      | +4.740    | 4        | 11     |
| 6       | 73  | Álex Márquez        | Kalex       | 25      | +9.416    | 5        | 10     |
| 7       | 30  | Takaaki Nakagami    | Kalex       | 25      | +10.178   | 8        | 9      |
| 8       | 7   | Lorenzo Baldassarri | Kalex       | 25      | +11.951   | 12       | 8      |
| 9       | 49  | Axel Pons           | Kalex       | 25      | +12.801   | 6        | 7      |
| 10      | 77  | Dominique Aegerter  | Kalex       | 25      | +13.977   | 11       | 6      |
| 11      | 11  | Sandro Cortese      | Kalex       | 25      | +18.046   | 13       | 5      |
| 12      | 52  | Danny Kent          | Kalex       | 25      | +18.284   | 15       | 4      |
| 13      | 54  | Mattia Pasini       | Kalex       | 25      | +18.424   | 17       | 3      |
| 14      | 44  | Miguel Oliveira     | Kalex       | 25      | +18.830   | 18       | 2      |
| 15      | 60  | Julián Simón        | Speed Up    | 25      | +20.022   | 20       | 1      |
| 16      | 97  | Xavi Vierge         | Tech 3      | 25      | +28.885   | 27       |        |
| 17      | 10  | Luca Marini         | Kalex       | 25      | +28.970   | 19       |        |
| 18      | 32  | Isaac Viñales       | Tech 3      | 25      | +29.032   | 25       |        |
| 19      | 87  | Remy Gardner        | Kalex       | 25      | +29.115   | 23       |        |
| 20      | 57  | Edgar Pons          | Kalex       | 25      | +29.424   | 14       |        |
| 21      | 55  | Hafizh Syahrin      | Kalex       | 25      | +29.977   | 16       |        |
| 22      | 14  | Ratthapark Wilairot | Kalex       | 25      | +37.935   | 21       |        |
| 23      | 19  | Xavier Siméon       | Speed Up    | 25      | +43.276   | 24       |        |
| 24      | 2   | Jesko Raffin        | Kalex       | 25      | +44.206   | 26       |        |
| 25      | 70  | Robin Mulhauser     | Kalex       | 25      | +48.835   | 28       |        |
| 26      | 94  | Jonas Folger        | Kalex       | 25      | +1:12.148 | 10       |        |
| Ret     | 24  | Simone Corsi        | Speed Up    | 12      | Caída     | 22       |        |
| Ret     | 22  | Sam Lowes           | Kalex       | 9       | Caída     | 7        |        |
| Fuente: |     |                     |             |         |           |          |        |

### Resultados Moto3
| Pos.    | N.º | Piloto                 | Constructor | Vueltas | Tiempo       | Parrilla | Puntos |
| ------- | --- | ---------------------- | ----------- | ------- | ------------ | -------- | ------ |
| 1       | 36  | Joan Mir               | KTM         | 23      | 37:23.325    | 1        | 25     |
| 2       | 41  | Brad Binder            | KTM         | 23      | +0.279       | 2        | 20     |
| 3       | 33  | Enea Bastianini        | Honda       | 23      | +0.431       | 3        | 16     |
| 4       | 20  | Fabio Quartararo       | KTM         | 23      | +0.439       | 5        | 13     |
| 5       | 65  | Philipp Öttl           | KTM         | 23      | +0.600       | 8        | 11     |
| 6       | 88  | Jorge Martín           | Mahindra    | 23      | +4.134       | 13       | 10     |
| 7       | 64  | Bo Bendsneyder         | KTM         | 23      | +4.161       | 10       | 9      |
| 8       | 4   | Fabio Di Giannantonio  | Honda       | 23      | +4.970       | 9        | 8      |
| 9       | 8   | Nicolò Bulega          | KTM         | 23      | +4.972       | 7        | 7      |
| 10      | 11  | Livio Loi              | Honda       | 23      | +5.262       | 21       | 6      |
| 11      | 21  | Francesco Bagnaia      | Mahindra    | 23      | +5.415       | 6        | 5      |
| 12      | 58  | Juan Francisco Guevara | KTM         | 23      | +5.871       | 14       | 4      |
| 13      | 55  | Andrea Locatelli       | KTM         | 23      | +5.905       | 15       | 3      |
| 14      | 6   | María Herrera          | KTM         | 23      | +12.775      | 30       | 2      |
| 15      | 76  | Hiroki Ono             | Honda       | 23      | +12.839      | 24       | 1      |
| 16      | 95  | Jules Danilo           | Honda       | 23      | +12.942      | 11       |        |
| 17      | 40  | Darryn Binder          | Mahindra    | 23      | +14.090      | 16       |        |
| 18      | 23  | Niccolò Antonelli      | Honda       | 23      | +14.406      | 12       |        |
| 19      | 84  | Jakub Kornfeil         | Honda       | 23      | +14.517      | 23       |        |
| 20      | 62  | Stefano Manzi          | Mahindra    | 23      | +14.545      | 22       |        |
| 21      | 44  | Arón Canet             | Honda       | 23      | +14.663      | 4        |        |
| 22      | 12  | Albert Arenas          | Peugeot     | 23      | +17.132      | 26       |        |
| 23      | 7   | Adam Norrodin          | Honda       | 23      | +17.443      | 25       |        |
| 24      | 17  | John McPhee            | Peugeot     | 23      | +28.306      | 28       |        |
| 25      | 16  | Andrea Migno           | KTM         | 23      | +28.405      | 20       |        |
| 26      | 42  | Marcos Ramírez         | Mahindra    | 23      | +40.213      | 31       |        |
| 27      | 89  | Khairul Idham Pawi     | Honda       | 23      | +40.361      | 27       |        |
| 28      | 43  | Stefano Valtulini      | Mahindra    | 23      | +1:04.040    | 29       |        |
| 29      | 3   | Fabio Spiranelli       | Mahindra    | 23      | +1:04.058    | 33       |        |
| 30      | 77  | Lorenzo Petrarca       | Mahindra    | 23      | +1:04.513    | 34       |        |
| Ret     | 9   | Jorge Navarro          | Honda       | 18      | Caída        | 17       |        |
| Ret     | 19  | Gabriel Rodrigo        | KTM         | 14      | Caída        | 18       |        |
| Ret     | 53  | Marco Bezzecchi        | Mahindra    | 5       | Caída        | 19       |        |
| Ret     | 24  | Tatsuki Suzuki         | Mahindra    | 5       | Caída        | 32       |        |
| DNS     | 5   | Romano Fenati          | KTM         |         | No participó |          |        |
| 1.      |     |                        |             |         |              |          |        |
| Fuente: |     |                        |             |         |              |          |        |